# بنقارتی
بنقارتی (به عربی: بنقنارتی) یک منطقهٔ مسکونی در سودان است که در شمالی (ایالت سودان) واقع شده‌است.